# Alexander von Hartmann
Heinrich Eberhard Alexander von Hartmann (* 11. Dezember 1890 in Berlin; † 26. Januar 1943 bei Stalingrad) war ein deutscher General der Infanterie im Zweiten Weltkrieg.

## Leben

### Herkunft
Alexander war der Sohn des preußischen Offiziers Heinrich von Hartmann (* 1854) und dessen Ehefrau Louise, geborene Brandt von Lindau (* 1865) aus dem Hause Drewen. Der preußische General der Infanterie Eberhard von Hartmann war sein Großvater.

### Militärkarriere
Hartmann trat am 3. März 1910 als Fähnrich in das Infanterie-Regiment „Großherzog von Sachsen“ (5. Thüringisches) Nr. 94 der Preußischen Armee ein. Im März des Folgejahres avancierte er zum Leutnant und rückte nach dem Ausbruch des Ersten Weltkrieges als Zugführer in der MG-Kompanie seines Regiments an die Westfront. Im September 1914 wurde sein Verband an die Ostfront verlegt, wo er Mitte November erstmals verwundet wurde. Hartmann stieg am 18. Juni 1915 zum Oberleutnant auf und erlitt im Monat darauf eine schwere Verwundung. Nach einem Lazarettaufenthalt war er zunächst als Führer der 1. MG-Ersatz-Abteilung in Kassel tätig und wurde am 1. Dezember 1916 zur Adjutantur des Kriegsministeriums in Berlin versetzt. Hier erfolgte am 20. Juni 1918 seine Beförderung zum Hauptmann. Für sein Wirken wurde Hartmann mit beiden Klassen des Eisernen Kreuzes, dem Ritterkreuz II. Klasse des Hausordens vom Weißen Falken mit Schwertern, dem Wilhelm-Ernst-Kriegskreuz, dem Ehrenkreuz IV. Klasse des Lippischen Hausordens mit Schwertern sowie dem Verwundetenabzeichen in Schwarz ausgezeichnet. Die verbündeten Österreicher würdigten ihn durch die Verleihung des Militärverdienstkreuz III. Klasse mit der Kriegsdekoration und aus dem Osmanischen Reich erhielt Hartmann den Eisernen Halbmond.
Nach Kriegsende erfolgte seine Übernahme in die Reichswehr. Hartmann war zunächst als Hilfsoffizier im Reichswehrministerium tätig und wurde am 1. Oktober 1921 zum Kompaniechef im 17. Infanterie-Regiment ernannt. In gleicher Eigenschaft wurde er am 1. Mai 1926 in das 7. (Preußisches) Infanterie-Regiment versetzt. Mit seiner Beförderung zum Major rückte Hartmann am 1. April 1931 in den Stab des Ausbildungs-Bataillons in Schweidnitz auf. Das Jahr 1933 verbrachte er als Verbindungsoffizier des Heeres bei der Reichsmarinedienststelle Hamburg. Im Oktober 1934 übernahm Hartmann als Oberstleutnant das Kommando über das III. Bataillon des Infanterie-Regiments 37 in Osnabrück. 1937 erfolgte die Beförderung zum Oberst und Kommandeur des gleichen Regiments, dass Teil der 6. Infanterie-Division war.
Bei Ausbruch des Zweiten Weltkrieges führte er sein Regiment im Feldzug gegen Frankreich. Nach seiner Beförderung zum Generalmajor befand Hartmann sich kurzzeitig in der Führerreserve und wurde am 28. März 1941 zum Kommandeur der 71. Infanterie-Division. und führte sie in der Heeresgruppe Süd in die Schlacht um Stalingrad. Dort wurde ihm am 8. Oktober 1942 das Ritterkreuz des Eisernen Kreuzes verliehen. Am 1. Dezember 1942 wurde er zum Generalleutnant befördert. Er fiel am 26. Januar 1943 am Bahndamm Tsaritza bei einem Schusswechsel mit sowjetischen Soldaten. Er suchte den Tod mit der Begründung „Ich werde zu meinen Soldaten in die vorderste Linie gehen… Ich suche den Tod in ihren Reihen. Gefangennahme ist für einen General unehrenhaft.“ Mit Wirkung vom 1. Januar 1943 wurde er durch Hitler am 15. Februar 1943 nachträglich zum General der Infanterie befördert.
Nach dem Divisionsbefehlsstand von Hartmann wurde ein kleiner Stadtteil als „Hartmann-Stadt“ in Wolgograd benannt.

## Schriften
- Das Infanterie-Regiment Großherzog von Sachsen (5. Thüringisches) Nr. 94 im Weltkrieg. Kurzgefaßter Überblick, Klasing & Co., Berlin 1921.